# Loi du 22 floréal an VI
La loi du 22 floréal an VI (11 mai 1798) est une disposition législative française permettant d'invalider en grande partie l'élection de 106 députés jacobins sortis majoritaires dans le cadre du renouvellement du parlement au tiers en avril 1798.
Elle est le fruit du Directoire thermidorien qui, profitant de la majorité qu'il possède pour quelques jours encore aux Conseils — celui des Anciens et celui des Cinq-Cents —, désigne une commission le 4 mai. Cette dernière, concluant à la nécessité de réviser les élections, aboutit à ladite loi, qui permet de casser les résultats dans huit départements et de substituer aux élus des candidats moins bien placés, qui étaient des représentants gouvernementaux.
Cette loi peut être regardée comme une forme de coup d'État, car elle assura au Directoire une année de stabilité qui lui permit de faire une œuvre réformatrice.
« La loi du 22 floréal an VI (11 mai 1798) écarta les députés de 8 départements où il n'y avait pas eu de scission, en sorte que leurs sièges restèrent vacants ; dans 19 circonscriptions, on valida les scissionnaires ; ailleurs, on exclut un ou plusieurs représentants ; en outre, on chassa plus de 60 administrateurs et juges. Au total, 106 élus se virent « floréalisés » ; une soixantaine d'opposants paraissent avoir échappé. [...] Le 30 prairial figura la revanche du 22 floréal : les trois nouveaux directeurs étaient des « floréalisés » » (Georges Lefebvre, posth., 1963.)